# Houdilcourt
Houdilcourt est une commune française située dans le département des Ardennes en région Grand Est.

## Géographie
| Vieux-lès-Asfeld               |                        | Asfeld           |
| Poilcourt-Sydney               | Houdilcourt            | Sault-Saint-Remy |
| Saint-Étienne-sur-Suippe Marne | Boult-sur-Suippe Marne |                  |

Le village est situé dans la vallée de la Retourne. Le lieu-dit le Mesnil est rattaché à ce village.

### Hydrographie
La commune est dans la région hydrographique « la Seine du confluent de l'Oise (inclus) à l'embouchure » au sein du bassin Seine-Normandie. Elle est drainée par la Retourne,.
La Retourne, d'une longueur de 45 km, prend sa source dans la commune de Leffincourt et se jette  dans l'Aisne à Neufchâtel-sur-Aisne, après avoir traversé 18 communes.

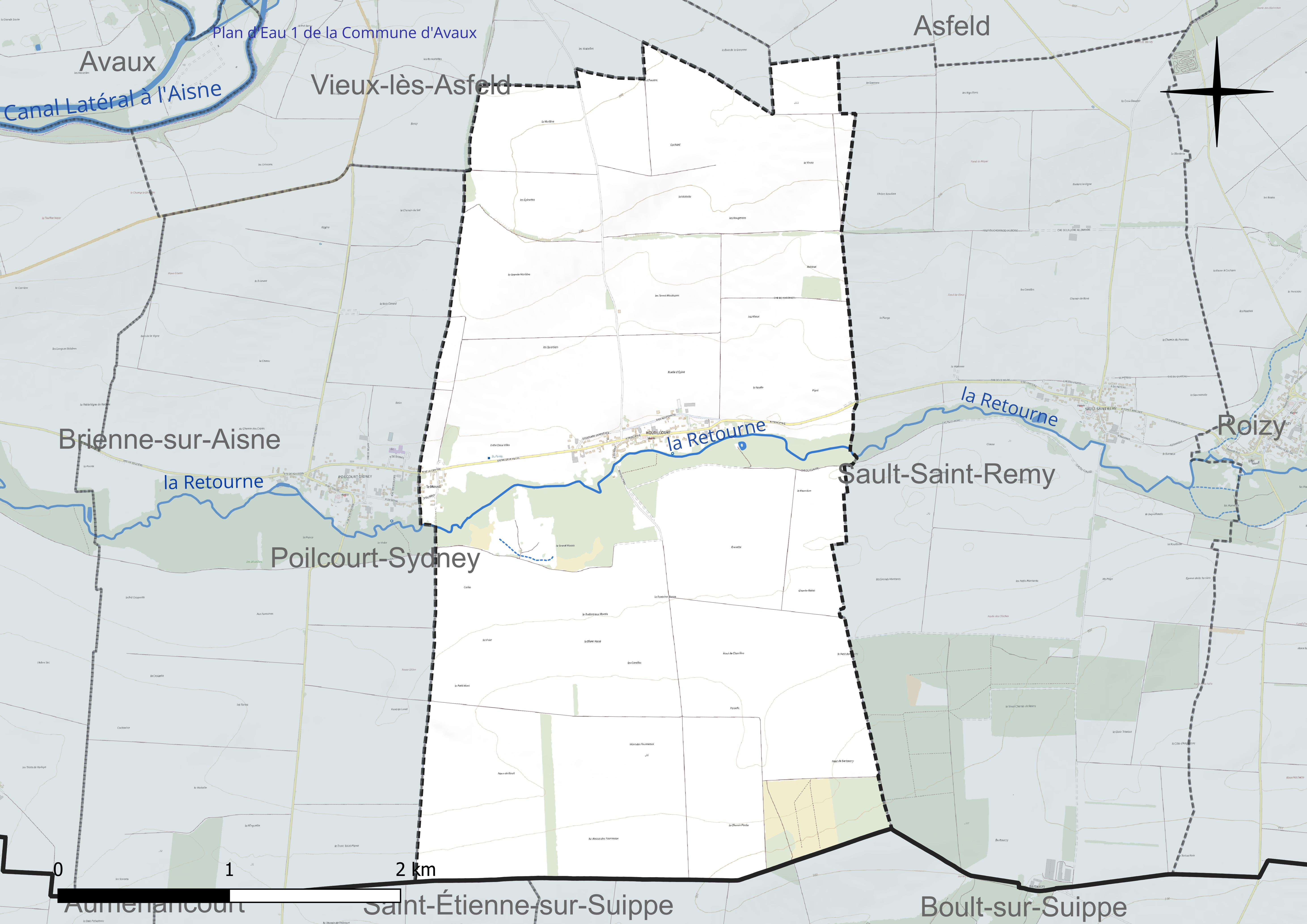
Réseau hydrographique de Houdilcourt.

### Climat
Pour des articles plus généraux, voir Climat du Grand Est et Climat des Ardennes.
En 2010, le climat de la commune est de type climat océanique dégradé des plaines du Centre et du Nord, selon une étude du Centre national de la recherche scientifique s'appuyant sur une série de données couvrant la période 1971-2000. En 2020, Météo-France publie une typologie des climats de la France métropolitaine dans laquelle la commune est exposée à un climat océanique altéré et est dans la région climatique Nord-est du bassin Parisien, caractérisée par un ensoleillement médiocre, une pluviométrie moyenne régulièrement répartie au cours de l’année et un hiver froid (3 °C).
Pour la période 1971-2000, la température annuelle moyenne est de 10,3 °C, avec une amplitude thermique annuelle de 15,1 °C. Le cumul annuel moyen de précipitations est de 681 mm, avec 11,7 jours de précipitations en janvier et 8,5 jours en juillet. Pour la période 1991-2020, la température moyenne annuelle observée sur la station météorologique de Météo-France la plus proche, « Banogne-Recouvrance », sur la commune de Banogne-Recouvrance à 16 km à vol d'oiseau, est de 11,1 °C et le cumul annuel moyen de précipitations est de 773,4 mm. 
La température maximale relevée sur cette station est de 40,8 °C, atteinte le 25 juillet 2019 ; la température minimale est de −14 °C, atteinte le 10 janvier 2003,,.
Les paramètres climatiques de la commune ont été estimés pour le milieu du siècle (2041-2070) selon différents scénarios d'émission de gaz à effet de serre à partir des nouvelles projections climatiques de référence DRIAS-2020. Ils sont consultables sur un site dédié publié par Météo-France en novembre 2022.

## Urbanisme

### Typologie
Au 1er janvier 2024, Houdilcourt est catégorisée commune rurale à habitat dispersé, selon la nouvelle grille communale de densité à 7 niveaux définie par l'Insee en 2022.
Elle est située hors unité urbaine. Par ailleurs la commune fait partie de l'aire d'attraction de Reims, dont elle est une commune de la couronne,. Cette aire, qui regroupe 294 communes, est catégorisée dans les aires de 200 000 à moins de 700 000 habitants,.

### Occupation des sols
L'occupation des sols de la commune, telle qu'elle ressort de la base de données européenne d’occupation biophysique des sols Corine Land Cover (CLC), est marquée par l'importance des territoires agricoles (91,4 % en 2018), une proportion sensiblement équivalente à celle de 1990 (91,2 %). La répartition détaillée en 2018 est la suivante : 
terres arables (91,4 %), forêts (6 %), zones urbanisées (2,6 %). L'évolution de l’occupation des sols de la commune et de ses infrastructures peut être observée sur les différentes représentations cartographiques du territoire : la carte de Cassini (XVIIIe siècle), la carte d'état-major (1820-1866) et les cartes ou photos aériennes de l'IGN pour la période actuelle (1950 à aujourd'hui).

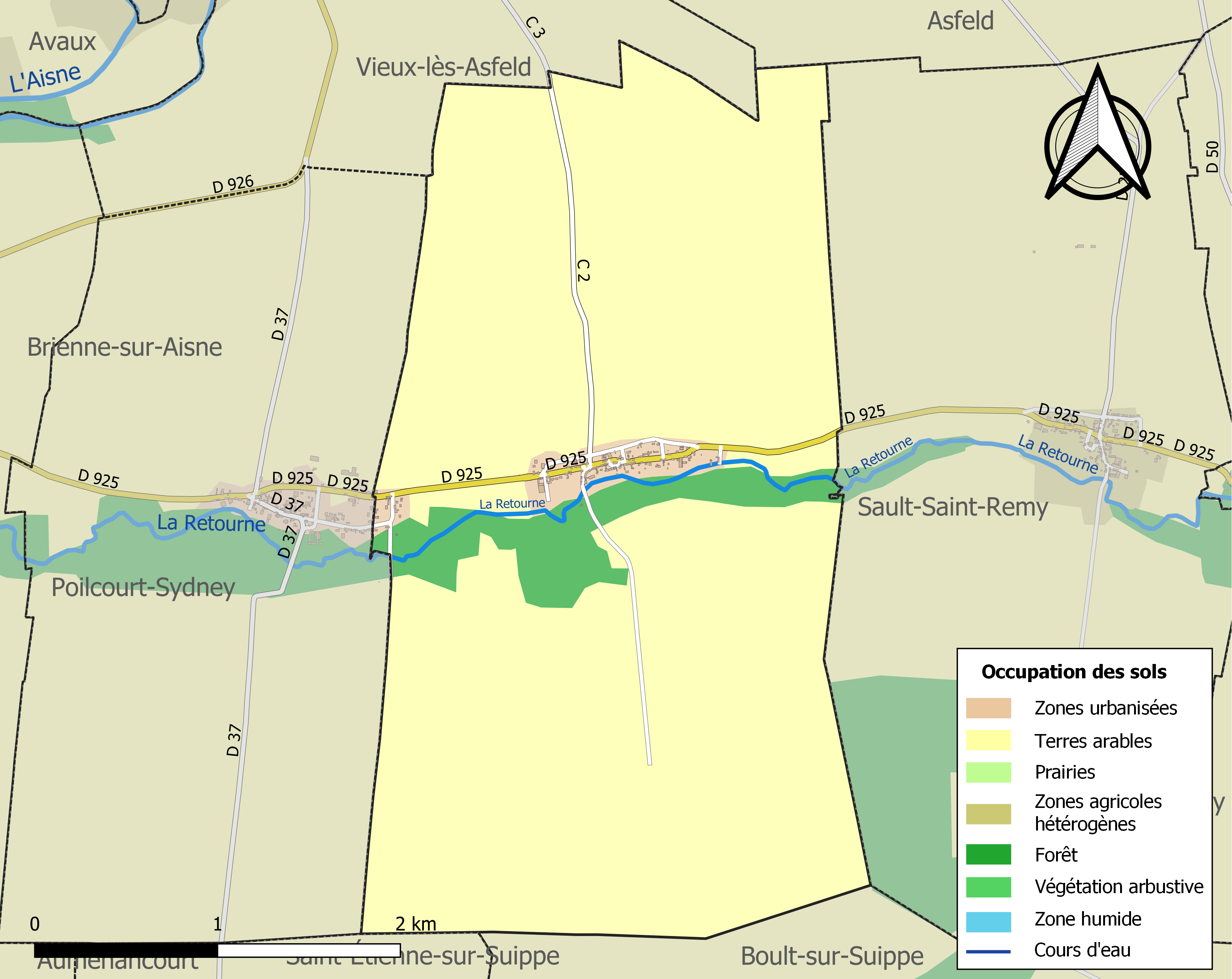
Carte des infrastructures et de l'occupation des sols de la commune en 2018 (CLC).

## Histoire
Houdilcourt et Poilcourt appartenaient toutes deux à l'abbaye Saint-Nicaise de Reims, la mention Hundelicurti apparaît en 1061 dans un don fait par le roi Philippe à l'abbaye. La foire qui se tenait pour la Saint-Leger en ce village fut abolie en 1217 par cause des insolences qui y furent conduites. En 1345 fut fondée une chapelle en l'église Saint-Pierre d'Houdilcourt pour remplacer celle de Saint-Léger qui avait disparu. Les lieux-dits rattachés au village étaient le Mesnil ou Maisnil qui touchait Poilcourt, Saint-Léger qui se trouvait tant sur la route de Vieux  Asfeld que sur la route d'Asfeld, il s'y trouvait une chapelle. Les deux moulins du village furent brûlés en mars 1597 lors des guerres de Religion par les  troupes du maréchal de Buyron.

## Toponymie
Hundeliacamcurtem (1066), Hundiliaca curte (1066), Hundelicurtem (1061), Heudelicourt (1400).

## Politique et administration
| Période                                  | Période                   | Identité                                        | Étiquette | Qualité |
| ---------------------------------------- | ------------------------- | ----------------------------------------------- | --------- | ------- |
| avant 1876                               | après 1877                | Payer                                           |           |         |
| mars 2001                                | 2014                      | Paul Brodeur                                    |           |         |
| 2014                                     | En cours (au 27 mai 2020) | Emmanuel Brodeur Réélu pour le mandat 2020-2026 |           |         |
| Les données manquantes sont à compléter. |                           |                                                 |           |         |

## Démographie
L'évolution du nombre d'habitants est connue à travers les recensements de la population effectués dans la commune depuis 1793. Pour les communes de moins de 10 000 habitants, une enquête de recensement portant sur toute la population est réalisée tous les cinq ans, les populations de référence des années intermédiaires étant quant à elles estimées par interpolation ou extrapolation. Pour la commune, le premier recensement exhaustif entrant dans le cadre du nouveau dispositif a été réalisé en 2007.

En 2022, la commune comptait 143 habitants, en évolution de +2,88 % par rapport à 2016 (Ardennes : −2,97 %, France hors Mayotte : +2,11 %).
| 1793 | 1800 | 1806 | 1821 | 1831 | 1836 | 1841 | 1846 | 1851 |
| ---- | ---- | ---- | ---- | ---- | ---- | ---- | ---- | ---- |
| 231  | 247  | 268  | 302  | 536  | 554  | 542  | 556  | 590  |

| 1866 | 1872 | 1876 | 1881 | 1886 | 1891 | 1896 | 1901 | 1906 |
| ---- | ---- | ---- | ---- | ---- | ---- | ---- | ---- | ---- |
| 538  | 295  | 291  | 255  | 238  | 200  | 181  | 157  | 166  |

| 1911 | 1921 | 1926 | 1931 | 1936 | 1946 | 1954 | 1962 | 1968 |
| ---- | ---- | ---- | ---- | ---- | ---- | ---- | ---- | ---- |
| 161  | 125  | 134  | 124  | 131  | 141  | 128  | 134  | 106  |

| 1975 | 1982 | 1990 | 1999 | 2006 | 2007 | 2012 | 2017 | 2022 |
| ---- | ---- | ---- | ---- | ---- | ---- | ---- | ---- | ---- |
| 111  | 125  | 153  | 140  | 149  | 150  | 150  | 133  | 143  |

## Culture locale et patrimoine

### Lieux et monuments
Une création de monument aux morts a été réalisée début 2016, dans la ruelle derrière l'église. Auparavant les commémorations se passaient au cimetière devant une stèle.
- Église Saint-Pierre-aux-Liens de Houdilcourt.

### Personnalités liées à la commune
- Édouard Deperthes.

## Héraldique
| Blason de Houdilcourt | Blason  | D'azur au fer de moulin d'or accompagné en chef de deux fleurs de lis du même et en pointe d'une divise ondée cousue de sinople. |
| Blason de Houdilcourt | Détails | Le statut officiel du blason reste à déterminer.                                                                                 |